# Монетный тип
Монетный тип — совокупность надписей и изображений на лицевой стороне монеты (аверсе) и обратной (реверсе), характерная для монет одного номинала и периода выпуска. Монетный тип включает в себя исторически сложившиеся признаки в логическую систему с целью точного описания монет. Определение монетного типа наиболее важно, когда приходится иметь дело с большим количеством монет периода средневековья. Основываясь на общих признаках монетного типа можно сделать выводы о происхождении монеты, а также о монетном дворе, чеканившем монету. Обычно каждый следующий монетный тип тесно связан с предыдущим.

## Схема классификации монет
| Класс               | Общие признаки монет                |
| Номинал             | Нарицательна стоимость монеты       |
| Технический тип     | Двусторонняя монета или брактеат    |
| Тип изображения     | Стиль изображения и детали          |
| Вариант изображения | Изображения и надписи               |
| Вариант штемпеля    | Расхождения в изображении и легенде |

## Типы монет России XVIII—XX веков
К монетным типам медных монет России можно отнести «полушку», «денежку», «копейку» с характерными изображениями на их аверсе являются вензеля императора, и обозначение монетного двора, даты чеканки и номинала на реверсе. Монетным типом для золотых монет XIX—XX веков являются изображение портрета императора Российской империи на аверсе и номинал, герб и дата выпуска монеты на реверсе.
Монетный тип аверса и реверса монет формируется из двух элементов, основного и добавочного. 

Основные элементы монетного типа:
- Государственный герб.
- Портрет и монограмма императора.
- Изображение аллегорических фигур.

Добавочные элементы монетного типа:
- Дата чеканки монеты.
- Номинал монеты.
- Надписи.
- Знак монетного двора, гравера, минцмейстера.
- Разнообразные декоративные изображения.

В случае отсутствия на монете основного элемента монетного типа роль определяющего занимает добавочный элемент.

## Галерея
- 1/4 копейки серебром, Николай I, 1842, медь
- Деньга Александра I 1805, медь
- Копейка Екатеринбургского монетного двора, 1799 год
- Пять рублей Николай II 1899 золото